# آدم‌خوار (ترانه کشا)
«آدم‌خوار» (به انگلیسی: Cannibal) ترانه‌ای از خواننده-ترانه‌پرداز آمریکایی کشا می‌باشد که در نخستین ئی‌پی وی تحت همین عنوان (۲۰۱۰) قرار دارد.